# Gora Kameneckogo
Gora Kameneckogo (englische Transkription von russisch Гора Каменецкого Gora Kamenezkowo) ist ein Hügel im ostantarktischen Königin-Maud-Land. Er ragt im Alexander-von-Humboldt-Gebirge auf.
Russische Wissenschaftler benannten ihn. Der weitere Benennungshintergrund ist nicht überliefert.